# Marcel Cohen (Schriftsteller)
Marcel Cohen (geboren 1937 in Asnières-sur-Seine) ist ein französischer Schriftsteller.       

## Leben
Marcel Cohen wuchs in einer Familie türkischer Juden in Paris auf, in der als dritte Sprache  Ladino gesprochen wurde. Er war fünf Jahre alt, als vor seinen Augen im  8. Arrondissement seine im Mai 1943 geborene Schwester und seine Eltern von der Gestapo verhaftet und danach, ebenfalls wie seine Großeltern, zwei Onkel und eine Großtante, mit dem Transport Nr. 63 vom 17. Dezember 1943 in das  KZ Auschwitz deportiert wurden, wo sie Opfer des Holocaust wurden, während er vom Dienstmädchen und Freunden der Familie versteckt werden konnte.
Cohen studierte Kunst und Journalismus an der École supérieure de journalisme de Paris und an der École du Louvre. Er arbeitete als Journalist in Indien, im Vorderen Orient, in Lateinamerika und den USA und in Nordafrika. Er schreibt für Zeitschriften, Kunstgalerien und Museen. 1969 erschien sein erster Roman Galpa. Er hat mehrere Bände mit Kurzgeschichten in nahezu aphoristischer Kürze veröffentlicht. Mit Edmond Jabès führte er 1981 mehrere Interviews. Die Trilogie Faits schloss er 2010 ab. 
2013 erhielt er den Prix Wepler-Fondation La Poste für Sur la scène intérieure: faits und 2014 für sein Gesamtwerk den Prix Jean Arp de littérature francophone.

## Werke (Auswahl)
- Sur la scène intérieure. Faits. Editions Gallimard, 2013 
  - Raum der Erinnerung : Tatsachen. Mit zahlreichen Fotos. Aus dem Franz. von Richard Gross. Berlin : Ed. Tiamat 2014